# ایستگاه راه‌آهن پیرس دوبلین
ایستگاه راه‌آهن پیرس دوبلین (ایرلندی: Stáisiún na bPiarsach) یکی از ایستگاه‌های راه‌آهن شهر دوبلین، جمهوری ایرلند است.
این ایستگاه که در سال ۱۸۳۴ تأسیس شده شلوغ‌ترین ایستگاه در کشور ایرلند است.

## نگارخانه

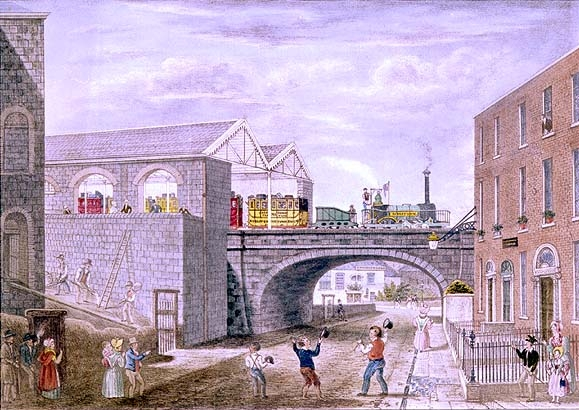
T۱۸۳۴
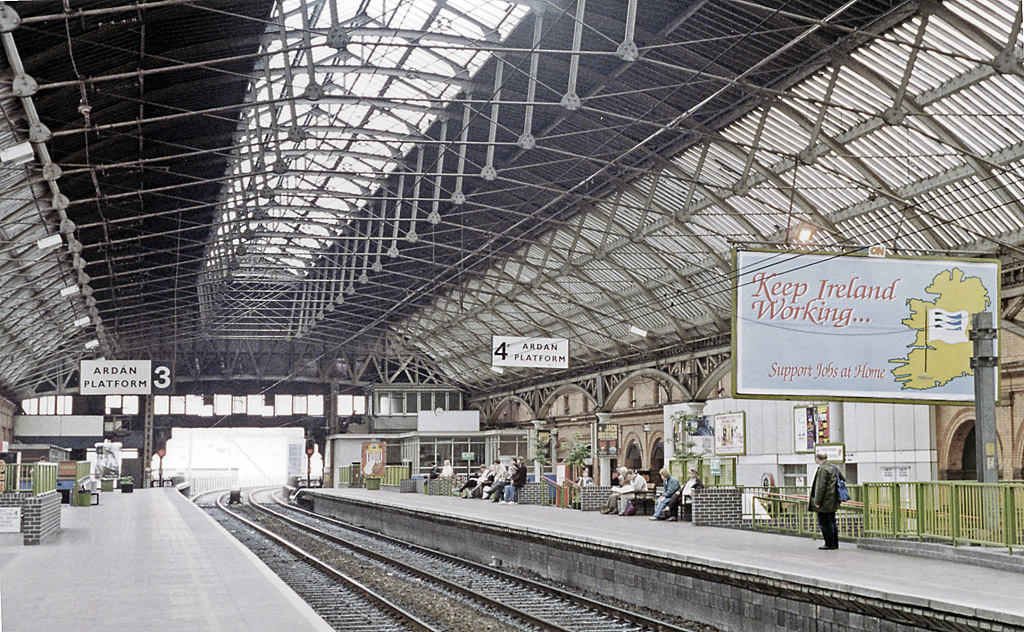
۱۹۹۳
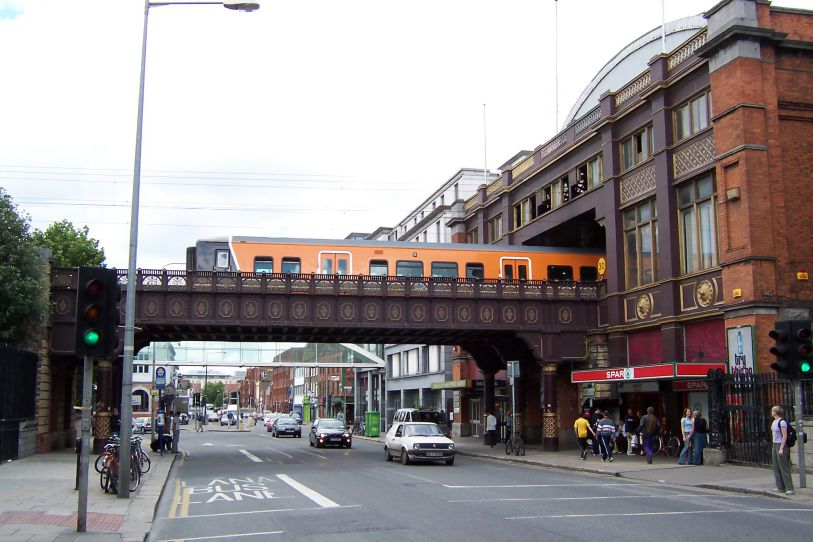
۲۰۰۳
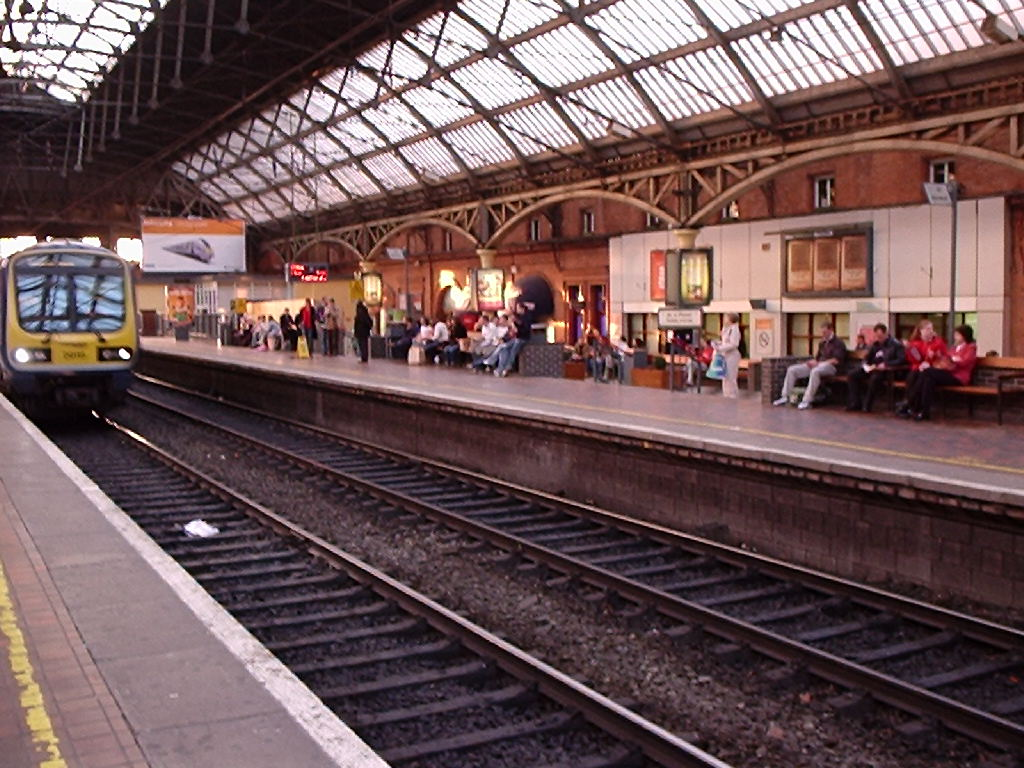
۲۰۰۶
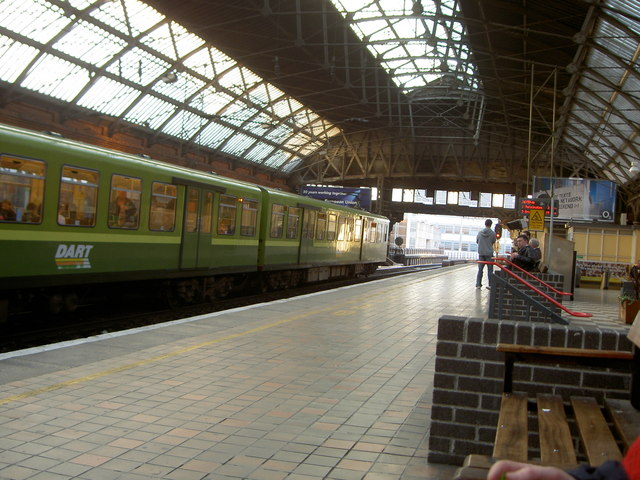
۲۰۰۷